# Banzai Skydiving
El paracaigudisme Banzai és una forma de paracaigudisme en què, segons diuen les regles, el paracaigudista llança en primer lloc el seu paracaigudes per la porta de l'avió, espera uns instants i salta després.
Per fer-ho bé i salvar la seva vida, el paracaigudista ha d'agafar el paracaigudes, posar-se'l i arribar a la zona d'aterratge. S'ha de dir que no hi ha cap evidència coneguda i creïble que hagi tingut lloc mai un salt en paracaigudes banzai sota aquesta definició. No obstant això, hi ha hagut diversos casos registrats de paracaigudistes saltant sense estar lligats a un paracaigudes.
El paracaigudisme banzai és la categoria més perillosa del Guinness Book of World Records, segons l'editor Craig Glenday. Yasuhiro Kubo va assumir el repte el 2 de setembre del 2000. Suposadament, Kubo va caure al costat de la plataforma durant 50 segons després de saltar abans de recuperar i desplegar el seu paracaigudes. Els detalls sobre el salt són escassos i es desconeix si Kubo o un altre paracaigudista es van aferrar a la plataforma mentre caien. Això li va valer un lloc als rècords mundials Guinness. Tanmateix, aquesta afirmació no va ser presenciada per un funcionari del Llibre dels Rècords Guinness, sinó que va ser presenciada per un expert desconegut. No hi ha proves de vídeo ni de fotografies que avalin la reclamació.